# Лео Нойгебауер
Лео Нойгебауер (нім. Leo Neugebauer; нар. 19 червня 2000) — німецький легкоатлет, який спеціалізується у десятиборстві.

## Спортивні досягнення
Срібний олімпійський призер з десятиборства (2024).
Посів 5-е місце (2023) та 10-е місце (2022) у змаганнях з десятиборства на чемпіонатах світу.
Бронзовий призер чемпіонату світу серед юнаків з десятиборства (2017).
Переможець студентського чемпіонату США з десятиборства (2023, 2024). Переможець студентського чемпіонату США в приміщенні з семиборства (2024).
Рекордсмен Німеччини з десятиборства.